# Palmitas
Palmitas és una localitat de l'Uruguai, ubicada al centre del departament de Soriano. Té una població aproximada de 1.763 habitants, segons les dades del cens de 2004.
Es troba a 88 metres sobre el nivell del mar.
| 1963  | 1975  | 1985  | 1996  | 2004    |
| ----- | ----- | ----- | ----- | ------- |
| 1.379 | 1.332 | 1.531 | 1.774 | {{{5}}} |